# Королевский шотландский национальный оркестр
Королевский шотландский национальный оркестр (англ. The Royal Scottish National Orchestra) — симфонический оркестр в Глазго, являющийся основным оркестром Шотландии. Основной концертной площадкой оркестра является Зал Генри Вуда в Глазго, хотя также он выступает в Эдинбурге, Абердине, Данди и других городах страны. Оркестр состоит из 89 членов.
Оркестр был основан в 1891 как Шотландский оркестр, а в 1950 получил статус национального. Репутацию оркестра поднял Александер Гибсон, первый шотландец на посту руководителя оркестра, прославивший коллектив записями скандинавской музыки, в том числе Сибелиуса и Карла Нильсена. Деятельность Гибсона продолжил Неэме Ярви, осуществивший также запись полного цикла симфонической музыки Малера, и Брайден Томпсон, продолживший исполнение произведений Нильсена. В 1991 году оркестр получил королевский патронаж.

## Главные дирижёры оркестра
- Георг Хеншель (1893—1895)
- Виллем Кес (1895—1898)
- Вильгельм Брух (1898—1900)
- Фредерик Кауэн (1900—1910)
- Эмиль Млынарский (1910—1916)
- Лэндон Роналд (1916—1920)
- Вацлав Талих (1926—1927)
- Владимир Гольшман (1928—1930)
- Джон Барбиролли (1933—1936)
- Джордж Селл (1937—1939)
- Уорик Брэтуэйт (1940—1946)
- Вальтер Зюскинд (1946—1952)
- Карл Ранкл (1952—1957)
- Ганс Зваровски (1957—1959)
- Александер Гибсон (1959—1984)
- Неэме Ярви (1984—1988)
- Брайден Томпсон (1988—1990)
- Вальтер Веллер (1991—1996)
- Александр Лазарев (1997—2005)
- Стефан Денев (2005—2012)
- Питер Унджан (2012—2018)
- Томас Сёндергорд (с 2018)